# Guanči (jezik)
Guanči jezik (guančski jezik; guanche; ISO 639-3: gnc), izumrli jezik Guanča, kojim se negdje do 16. stoljeća govorilo na Kanarskim otocima pred marokanskom obalom. 
Njegova pripadnost berberskim jezicima je upitna. Guanči su nazivani i Berberima Kanarskih otoka i navodno su se na otoke naselili sa sjevernoafričkog kopna. Današnja etnička zajednica smatra da vuku porijeklo od ostataka istrijebljenih Guanča i služi se španjolskim [spa]. Populacija im iznosi oko 915 000.
Neke riječi s popisa njihovog jezika, kao što su antroponimi i toponimi, napadno su slične dravidskim

## Vanjske poveznice
- Ethnologue (14th)